# Christian Ditlev Adolph Arenfeldt
Christian Ditlev Adolph Arenfeldt (13. februar 1758 i Flensborg – 10. juni 1833 i Christianssand) var en dansk, senere norsk officer.
Han var søn af major i Livgarden til Hest Balthazar Levin Arenfeldt, blev kadet 1772, sekondløjtnant i bornholmske Infanteriregiment 1779, premierløjtnant 1785 og blev derefter ansat i Norge som kaptajn ved 2. smålenske Regiment 1787 med en gage af 200 rigsdaler. To år efter overgik han til Norske Jægerkorps, hvor han 1798 blev major. 1804 udnævntes han til oberstløjtnant i Vesterlenske Infanteriregiment, 1810 blev han oberst og 1811 chef for regimentet og tillige kommandør for de christianssandske fæstninger og batterier, 1814 blev han generalmajor og samme år generalløjtnant og kommanderede i dette år reservebrigaden i krigen mod Carl Johan.
Ved slutningen på felttogets havde Arenfeldt kommandoen over reservebrigaden på 5000 mand, der udgjorde højre fløj af kamplinjen nederst ved Glommens udløb. Da en anden afdeling af hæren foretog retræte, kom Arenfeldt og hans mænd i en meget udsat position; især eftersom en svensk flåde samtidig ankrede op ud for hans højre flanke. Arenfeldt fik ordre fra kong Christian Frederik om at angribe, men sendte følgende besked retur: "- – En offenciv for mig synes umuelig. Men jeg har svoret saavel landet som Deres Majestæt evig troskab. Den første eed aftvinger mig min erklæring ei at gaa offenciv frem. Den anden vil tvinge mig frem, om ogsaa døden staar mig for øinene."
Kort efter fredsslutningen blev han af Carl Johan udnævnt til Kommandør med storkors af Sværdordenen. Han afslog dog den nye konges tilbud om at blive kommanderende general i Norge. I alle sine kommandoposter viste han sig indsigtsfuld og dygtig og skattedes højt af både Frederik VI og Carl Johan.
Arenfeldt var gift med Pauline Charlotte Marie Harbou, datter af generalmajor Andreas Harbou. Han døde i Christianssand 10. juni 1833.